# فرانك فروست أبوت
فرانك فروست أبوت (بالإنجليزية: Frank Frost Abbott)‏ هو عالم لغوي كلاسيكي أمريكي، ولد في 27 مارس 1860 في Redding, Connecticut ‏ في الولايات المتحدة، وتوفي في 23 يوليو 1924 في مونترو في سويسرا.